# Kono Naka ni Hitori, Imōto ga Iru!
Kono Naka ni Hitori, Imōto ga Iru! (この中に１人、妹がいる！?), abreviada popularmente como Nakaimo, es una serie de novelas ligeras japonesas creadas por Hajime Taguchi, publicadas entre 2010 y 2013 con 10 volúmenes en total.
Una adaptación a serie de anime por Studio Gokumi, fue emitida en televisión del 6 de julio al 28 de septiembre de 2012. La serie fue licenciada por Sentai Filmworks y emitida por Crunchyroll y Anime Network.
La historia trata de Shougo Mikadono, el hijo de un magnate industrial que murió. Como su último deseo, para que Shougo pueda heredar el legado familiar, le impuso una condición: debe encontrar una pareja femenina en la escuela. Así, Shougo se transfiere a la Academia Miryuuin para cumplir con la condición, lugar al que asisten muchas chicas jóvenes. Al parecer, su hermana menor, separada de él desde su nacimiento, también asiste a esta academia, y ella está tratando de acercársele sin hacerle saber quién es ella en realidad. Al mismo tiempo, Shougo se vuelve popular con las otras chicas.

## Argumento
La historia comienza con un chico, Shougo Mikadono, quien pierde a su padre, el presidente del exitoso Grupo Mikadono.  A partir de ese momento su vida cambia, sobre todo porque su padre le ha heredado la presidencia de la empresa, aunque con una condición: que en la escuela encuentre una compañera para toda la vida.

## Personajes
Shougo Mikadono (帝野 将悟 Mikadono Shōgo?)
Seiyū: Takahiro Sakurai
El protagonista masculino que es el heredero del Grupo Mikadono. Para él para hacerse cargo como jefe del Grupo, que necesita para graduarse de la escuela, así como encontrar una compañera de vida. Sin embargo, las cosas se complican cuando se entera de que su padre, Kumagorou, tenía una hija ilegítima que está mirando por encima de él, así como asistir a la misma escuela. Esto lleva a Shougo tratando de encontrar a su hermana. Él tiene una cicatriz en la frente de un accidente cuando era niño que le hizo perder algunas de sus memorias. Finalmente Shougo elige Konoe a ser su amante, pero, en el volumen 8, que se revela como hija ilegítima de Kumagorou. Afortunadamente, en el volumen 9, se revela que él no es hijo biológico de Kumagorou y por lo tanto no están relacionados.
Konoe Tsuruma (鶴眞 心乃枝 Tsuruma Konoe?)
Seiyū: Kaori Ishihara
Una chica joven que asiste a la misma escuela que Shougo y también el primer amigo que hace en su primer día de su nueva vida. Muy curioso y creer en las reuniones destinadas, ella está en la misma clase que Shougo así como el representante de la clase. A ella le encanta puffs crema. Ella reveló más tarde que ella era amiga de la infancia de Shougo y se siente responsable del accidente que lo llevó a un hospital. Ella tiene el mismo teléfono como la sombría figura misteriosa demostrado una vez llamando Shougo. Más tarde se reveló que ella era también el que le envió el pastel, foto, y figura de acción en su cumpleaños. Al principio ella lo llamó usando la voz de Perin un personaje de "Transformando Guerrero Granberion". Ella está enamorada de Shougo. Esta es subrayada cuando le dice a Shougo, "Cuando éramos niños, yo quería ser tu hermana. Me imaginé que podríamos estar juntos para siempre de esa manera." El teléfono que usaba era un prototipo desarrollado por su padre con una función de cambiador de voz rara. En algún momento, ella se convierte en la novia de Shougo, pero se revela en el volumen 8 de que ella es la hija ilegítima de Kumagorou. Sin embargo, en el volumen 9 se descubre que Shougo no es hijo biológico de Kumagorou y por lo tanto ella no es realmente la hermana de Shogou.
Miyabi Kannagi (神凪 雅 Kannagi Miyabi?)
Seiyū: Ayane Sakura
Otro compañera de clase de Shougo y miembro del club de natación. Miyabi reveló que conoció Shougo en el hospital donde se recuperaba de su accidente. Cuando Shougo intentó hablar con ella sobre su cumplimiento de la clase, ella se negó a hablar con él. Después de eso, ella escuchó su conversación con Konoe y después de verlos casi se besan, exige que él la bese. Ella razona que después Shougo llama Konoe "sólo una compañera de clase," que debería estar bien para que la besara así. Cuando ella le dice a Shougo de su relación anterior juntos, ella también confiesa (tal como Konoe) que ella se enamoró de Shougo cuando era un niño y que, tanto Konoe como ella, estaban eufóricas al enterarse de su traslado a su escuela. Ella es competitiva con Konoe sobre el deseo de casarse con Shougo, hasta el punto donde discuten sobre ello delante de él. A medida que la historia avanza, a menudo interrumpe momentos románticos entre Shougo y Konoe. Al final del anime y en el volumen 4 de la novela, se cree que es su hermana. Sin embargo, en el volumen 8, después de otra prueba de ADN se descubre que ella es en realidad su prima. Con el tiempo, se convierte en hermanastra de Shougo, cuando su padre y la madre de Shougo casan.
Rinka Kunitachi (国立 凜香 Kunitachi Rinka?)
Seiyū: Ayana Taketatsu
Estudiante de primer año del consejo estudiantil vicepresidenta de Miryuin Academia privada. Se da a entender que ella se crio en una familia noble. Después de que Shougo transfiere a Miryuin, Konoe la llama "una princesa hasta la médula". Rinka mantiene a Mana en la cola y se demuestra que es muy buena en el baile. Ella es un personaje lejano que tiene una tendencia a ser competitivos. Rinka revela que el director de la escuela Genda le pidió que encontrar la hermana de Shougo lo que tendría que aprovechar cuando se trabaja con el Grupo Mikadono. Rinka utiliza el teléfono de Sagara para hacerla falso anuncio hermana para amenazar al director. Shougo era capaz de averiguar su plan y, posteriormente, se ofreció para hacerse pasar por su amante para invalidar su compromiso con el hijo de la directora de Genda. A partir de entonces, Rinka decidió seguir Shougo como su verdadero novio.
Mana Tendou (天導 愛菜 Tendō Mana?)
Seiyū: Asuka Ōgame
Presidenta del consejo estudiantil de Miryuin Academia Privada. Ella tiene una personalidad infantil, y es por lo general en la parte más tranquila a excepción de los grandes eventos, donde ella se emociona mucho y tiende a ser más sociable y ruidosa.
Mei Sagara (嵯峨良 芽依 Sagara Mei?)
Seiyū: Rina Hidaka
Chica de tercer año con gafas que se viste como bruja. [4] Ella dirige el café "Lírica hermana" que ella describe como "una cafetería de ensueño en el que cualquiera puede llegar a ser un hermano mayor o la hermana mayor" Antes de la historia, sus padres biológicos la abandonaron por ser una niña debido a su inteligencia matemática y ella fue adoptada por un profesor universitario. Vivía con su madre adoptiva que era dueña de la cafetería hasta que murió. Después Mei vivió con su padre en Massachusetts hasta que ganó suficiente dinero para volver a comprar el café. Más tarde reveló que ella conoce la identidad de la hermana de Shougo, pero no quería exponerla a la familia Mikadono porque es una hija ilegítima. Después de que Shougo promete protegerla, ella responde que revelará la identidad de su hermana si prueba que él puede ser un buen hermano mayor.

## Media

### Novela ligera
Las novelas ligeras son escritas por Hajime Taguchi e ilustradas por CUTEC. El primer volumen fue publicado el 25 de agosto de 2010, fueron publicados 10 volúmenes en total y 1 gaiden por la editorial MF Bunko J.

#### Lista de volúmenes
| Núm. | Fecha de publicación     | ISBN                   |
| ---- | ------------------------ | ---------------------- |
| 1    | 25 de agosto de 2010     | ISBN 978-4-8401-3488-0 |
| 2    | 25 de noviembre de 2010  | ISBN 978-4-8401-3588-7 |
| 3    | 25 de febrero de 2011    | ISBN 978-4-8401-3815-4 |
| 4    | 25 de mayo de 2011       | ISBN 978-4-8401-3928-1 |
| 5    | 25 de agosto de 2011     | ISBN 978-4-8401-4205-2 |
| 5.5  | 22 de diciembre de 2011  | ISBN 978-4-8401-4341-7 |
| 6    | 23 de marzo de 2012      | ISBN 978-4-8401-4533-6 |
| 7    | 25 de junio de 2012      | ISBN 978-4-8401-4601-2 |
| 8    | 25 de septiembre de 2012 | ISBN 978-4-8401-4821-4 |
| 9    | 25 de diciembre de 2012  | ISBN 978-4-8401-4936-5 |
| 10   | 25 de marzo de 2013      | ISBN 978-4-8401-5132-0 |

### Manga
Una adaptaciona manga, ilustrada por Mottun, inició su serializacion en mayo de 2011 en Montly Comic Alive.

#### Lista de volúmenes
| Núm. | Fecha de publicación     | ISBN                   |
| ---- | ------------------------ | ---------------------- |
| 1    | 22 de diciembre de 2011  | ISBN 978-4-8401-4079-9 |
| 2    | 23 de junio de 2012      | ISBN 978-4-8401-4482-7 |
| 3    | 21 de septiembre de 2012 | ISBN 978-4-8401-4720-0 |
| 4    | 23 de marzo de 2013      | ISBN 978-4-8401-5030-9 |
| 5    | 22 de noviembre de 2013  | ISBN 978-4-0406-6116-2 |

### Anime
Kono Naka ni Hitori, Imouto ga Iru!, fue adaptado a un anime de doce episodios con una OVA. En abril de 2012 fue anunciado que Studio Gokumi adaptaría la novela ligera a un anime que se emitiría en junio. Entre el 5 de abril, y el 28 de junio anuncios promocionales fueron transmitidos anunciando que el anime iniciaría el 6 de julio de 2012 por TBS. En septiembre de 2012 la compañía Japonesa Media Factory publicó la serie entera en DVD y Blu-ray, una OVA titulada "Hermano, Hermana, Amante" estuvo junta con la publicación. Adicional al OVA, hay material bonus con tomas incluidas de un especial que tomaría lugar el 16 de julio. La chaqueta Blu-ray también contiene una portada hecha por el ilustrador de la novela ligera.

#### Lista de episodios
| Núm.     | Título | Fecha de emisión         |
| -------- | --- | ------------------------ |
| 1        | "La voz de mi desconocida hermana pequeña" "Mishiranu Imōto kara no Koe" (見知らぬ妹からの声)                      | 6 de julio de 2012       |
| 2        | "Mi hermana y el baile a la luz de la Luna" "Imōto to Tsukiyo no Dansu" (妹と月夜のダンス)                         | 13 de julio de 2012      |
| 3        | "La seducción de mi hermana" "Imōto-tachi no Yūwaku" (妹たちの誘惑)                                                | 20 de julio de 2012      |
| 4        | "El héroe de mi hermana es su hermano mayor" "Imōto no Hīrō wa Onīsama!" (妹のヒーローはお兄さま！)                | 27 de julio de 2012      |
| 5        | "Mi hermana menor no me deja dormir" "Imōto ga Nekasete Kurenai" (妹が寝かせてくれない)                            | 17 de agosto de 2012     |
| 6        | "Mis hermanas sirvientas tienen orejas de gato" "Nekomimi Meido na Imōto-tachi" (猫耳メイドな妹たち)               | 24 de agosto de 2012     |
| 7        | "Mi hermana menor es disciplinada y hermosa" "Imōto wa, Kiritsu Tadashiku Utsukushiku!" (妹は、規律正しく美しく！) | 24 de agosto de 2012     |
| 8        | "Mi hermana se opone" "Imōto wa Aragatteita" (妹はあらがっていた)                                                  | 31 de agosto de 2012     |
| 9        | "¡Ataque sorpresa! ¡El ataque de la hermana menor!" "Kyūshū! Imōto Chūihō!!" (急襲!妹注意報!!)                     | 7 de septiembre de 2012  |
| 10       | "Mis hermanas florecientes" "Hanasaku Imōto-tachi" (花咲く妹たち)                                                  | 14 de septiembre de 2012 |
| 11       | "La trampa de mi hermana" "Imōto no Wana" (妹の罠)                                                                 | 21 de septiembre de 2012 |
| 12       | "Mi hermana siempre ha estado a mi lado" "Imōto wa Zutto, Soba ni Ita" (妹はずっと、そばにいた)                    | 28 de septiembre de 2012 |
| 13 (OVA) | "¡Hermano, hermana, amante" "Ani, Imōto, Koibito" (兄、妹、恋人)                                                   | 27 de marzo de 2013      |